# Роган, Джо
Джозеф Джеймс «Джо» Роган (англ. Joseph James "Joe" Rogan. род. 11 августа 1967, Ньюарк, Нью-Джерси, США) — американский комик, актёр, мастер боевых искусств, спортивный комментатор и телеведущий. Имеет 2-й дан по тхэквондо, 1-й дан по БЖЖ. С 1997 года комментатор UFC.

## Карьера

### Телеведущий
Роган работал над ТВ-шоу «Фактор страха» («Fear Factor»), как ведущий американской версии программы. Работал над передачей с 11 июня 2001 по 12 сентября 2006 гг. Джо вернулся на шоу после его перезапуска 12 декабря 2011 г. и работал до 16 июня 2012 г. на телеканале NBC.
Последний раз телеведущим Джо работал на собственном шоу «Джо Роган ставит всё под сомнение» (Joe Rogan Questions Everything), где он вместе со своим другом, комиком Дунканом Трасселом, критически исследовал паранормальные и мистические темы, такие как снежный человек, парапсихология и НЛО. Все 6 эпизодов шоу вышли в 2013 году на канале Syfy.

### Комментатор
Роган начал работать в UFC в 1997 году, начинал он как журналист UFC, брал интервью у бойцов на UFC 12: Judgement Day в Дотане (штат Алабама), прежде чем стать комментатором.

### Стендап
Роган гастролировал и как комик, в роли которого записал несколько альбомов, в том числе «Shiny Happy Jihad с Джо Роганом: Говорящие обезьяны в космосе» и «Джо Роган в прямом эфире из скинии».

### Подкаст
В декабре 2009 Роган начал вести подкаст, который до мая 2020 года транслировался на Ustream и YouTube. В подкасте участвовали разные гости, с которыми Джо обсуждал текущие события, политику, философию, юмор, хобби, историю и т. д. Примечательна передача ещё и тем, что двух-трёхчасовой разговор обычно ведётся в виде диалога, непринужденной беседы и обычно без заготовленных тем или сценария. Гостями становились известные журналисты, ученые, писатели, мастера боевых искусств и даже просто друзья Джо. Подкаст носит название The Joe Rogan Experience и насчитывает более двух тысяч выпусков.
В 2020 году Джо Роган продал подкаст «The Joe Rogan Experience» Spotify — для эксклюзивного выхода в стриминговом сервисе. Сделка оценивалась в 100—200 млн долларов. 2 февраля 2024 года соглашение было продлено, при этом подкаст перестал быть эксклюзивом и стал доступен на нескольких платформах, включая YouTube и Apple Podcasts.

## Личная жизнь
Роган жил в Белл-Каньоне, штат Калифорния, позже переехал в Техас. В 2007 году у Рогана и его спутницы родилась девочка. Они поженились в следующем году. В 2010 году Роган объявил о рождении второго ребёнка.
В сентябре 2010 года в гостях у Алекса Джонса на радио-шоу Роган заявил, что не придерживается какой-либо религии.
В январе 2020 года Роган на месяц перешел на «диету хищников», употребляя в пищу только говядину, лосятину, яйца, аминокислоты и рыбий жир. В результате он сказал, что похудел на 12 фунтов (5,4 кг) и испытал прилив энергии и облегчение от некоторых предыдущих проблем со здоровьем. Однако он признал, что диета негативно повлияла на его пищеварительную систему. В январе 2022 года он на месяц перешел на диету «мясо и фрукты».